# Baumschule Bischweiler

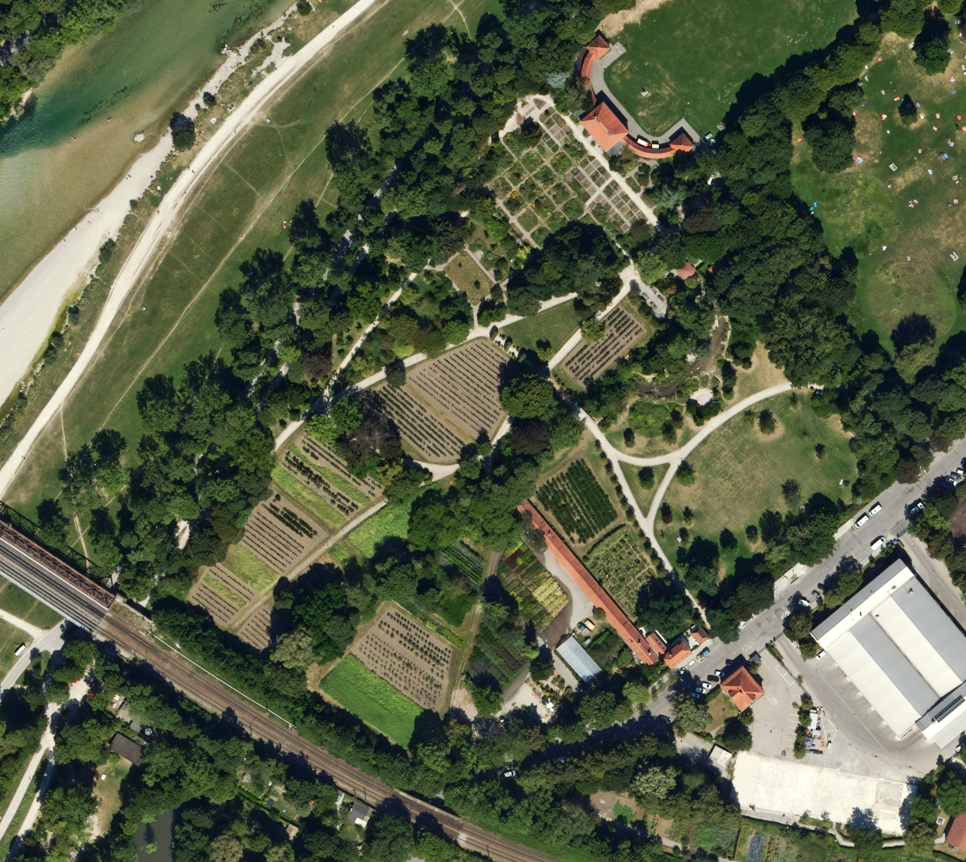
Luftbild

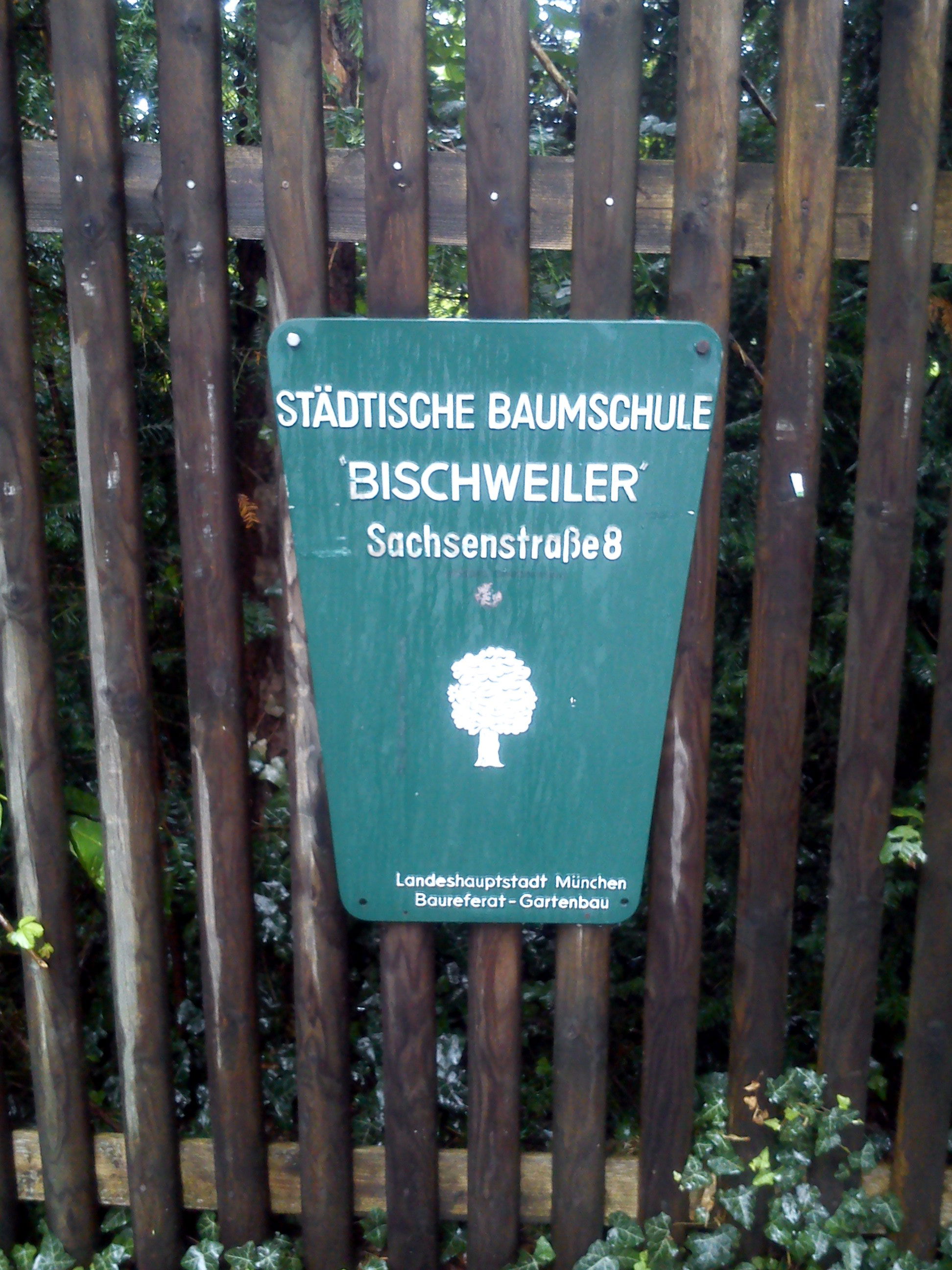
Eingangsschild der Baumschule Bischweiler an der Sachsenstraße in München

Die Baumschule Bischweiler ist eine teilweise bewirtschaftete Grünanlage des Münchner Gartenbaureferats im Stadtteil Untergiesing. Mehr als die Hälfte des Geländes ist mittlerweile eine öffentliche Grünanlage mit der Bezeichnung Themengärten an der Sachsenstraße. Der älteste und bekannteste dieser Themengärten ist der Rosengarten. Die parkähnliche Anlage ist zu einem beliebten Naherholungsgebiet geworden.

## Lage
Die Baumschule Bischweiler (Lage) liegt rechts der Isar zwischen dem Schyrenbad und der Braunauer Eisenbahnbrücke an der Sachsenstraße 8. Sie bildet einen Teil eines durchgehenden Grünzugs, der sich von den Maximilians- und Gasteiganlagen über die Frühlingsanlagen zu den südlichen Isaranlagen und dem Tierpark Hellabrunn erstreckt. Dieser Grünzug ist Bestandteil des Münchner Landschaftsschutzgebiet Isarauen (LSG-00120.09).
Im Nordosten wird die Baumschule begrenzt von der Sachsenstraße, im Südwesten von dem Hochwasserdamm der renaturierten Isar. Durch das Gelände fließt das Freibadbächl (Lage). An der Sachsenstraße liegt ganz von dem Baumschulgelände umschlossen ein kleines denkmalgeschütztes Mansarddachhaus (Lage). Gegenüber der Baumschule liegt auf der anderen Seite der Sachsenstraße mit dem Betriebshof Süd (Lage) der älteste noch bestehende Standort der städtischen Abfallwirtschaft mit seiner denkmalgeschützten Direktorenvilla (Lage).

## Geschichte
Außer der Baumschule auf dem Flaucher gab es von 1841 bis 1896 auch auf der Kalkofeninsel eine Baumschule der Stadtgärtnerei München. Als dort das Müllersche Volksbad errichtet werden sollte, wich man auf das Gelände unmittelbar flussaufwärts des Schyrenbads (Lage) aus. Zwischen dem Freibad und der Isar wurde 1896 ein Jugendturnplatz (jetzt Schulsportanlage Sachsenstraße 2) (Lage) nach Plänen des damaligen Stadtgartendirektors Jakob Heiler errichtet, wo ebenfalls 1896 eine Steinskulptur einer Ringergruppe (Lage) von Mathias Gasteiger aufgestellt wurde, die heute unter Denkmalschutz steht. Südlich von Freibad und Turnplatz wurde von 1897 bis 1901 eine bis zu einem Meter dicke Erdschicht aufgetragen. Im Jahr 1901 wurde dort die neue Baumschule ebenfalls nach Plänen von Jakob Heiler angelegt.
Der Name „Baumschule Bischweiler“ kommt von der nicht mehr existierenden Bischweilerstraße, die zwischen dem Freibad und der Isar lag und zu der Baumschule hinführte. An einem Weg innerhalb des Geländes, der nördlich am Rosengarten vorbeiführt, ist zur Erinnerung ein Straßenschild mit der Aufschrift „Bischweilerstraße“ aufgestellt.

## Baumschule
Die Grundstruktur und das Wegenetz der Baumschule (Lage) sind seit der Gründungszeit erhalten. Das Baureferat kultiviert dort Blumen, Sträucher und Bäume für die städtischen Grünanlagen. Spezialisiert ist die Baumschule auf Zier- und Klettergehölze, besonders solche mit auffälligen Blüten, Früchten und Farben. Zur Information der Besucher sind die Pflanzen beschildert.

## Themengärten

### Rosengarten

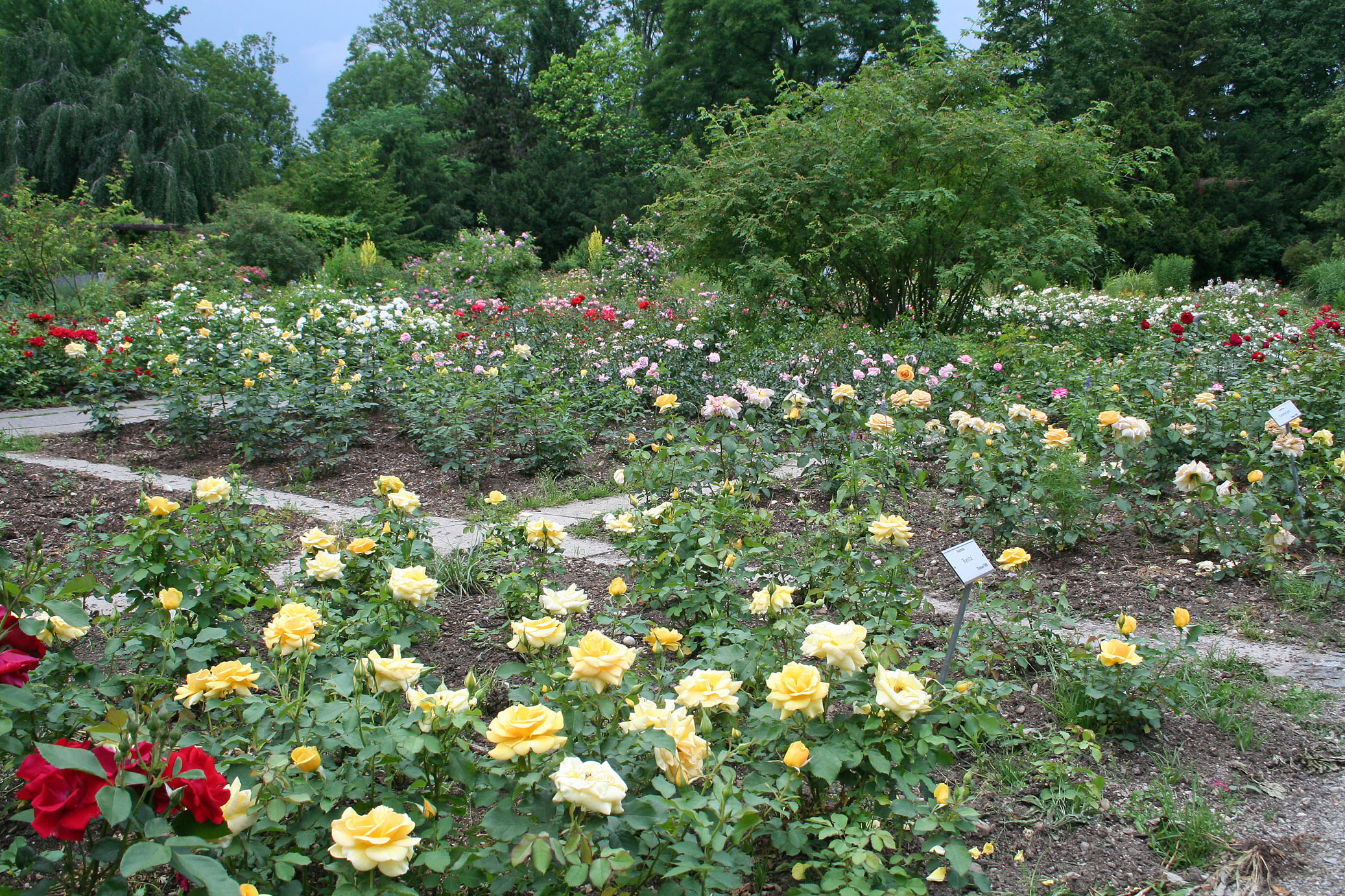
Rosenbeete im Rosengarten

Der Rosengarten (Lage) ist eine etwa 4500 Quadratmeter große Fläche mit rund 200 verschiedenen Rosensorten und 8500 Rosenstöcken. In Dauerversuchen wird seit 1955 auf etwa einem Drittel der Fläche in Form eines Sichtungsgartens erprobt, welche Rosen sich für innerstädtische Bepflanzung eignen. Unterschiede und Gemeinsamkeiten von Beet-, Strauch- und Kletterrosen sowie Bodendeckern werden auf Lehrtafeln erläutert.

### Fliedergarten
Im Fliedergarten (Lage) sieht man alte Fliedersorten, die aus historischen Beständen in der Baumschule veredelt wurden. Die meisten dieser Züchtungen aus dem 19. Jahrhundert kamen aus Frankreich. Den Fliedergarten gibt es bedauerlicherweise nicht mehr. Die Sträucher wurden entfernt und die Fläche wird jetzt für die Anzucht von Pflanzen für Grünanlagen verwendet. Proteste empörter Besucher waren leider erfolglos. Die Fliederbäume wurden an eine andere Stelle im Garten umgepflanzt.

### Duftgarten
Im Duftgarten (Lage) auf der Rückseite des südlichen Seitenflügels des Gebäudes der Schulsportanlage (Lage) wurden extra stark riechende Pflanzen wie Wildrosen, Zitrusfrüchte, Taglilien, Vanilleblumen, Jasmin und Engelstrompete eingesetzt.

### Tastgarten
Im Tastgarten für Blinde (Lage) sind in sehr großen, steingefassten Trögen je nach Jahreszeit Pflanzen wie Beinwell, Enzian, Ehrenpreis und Bärlauch zu sehen und zu ertasten. Vor jeder Heil- und Wildpflanze ist eine Beschreibung in Blindenschrift angebracht.

### Giftpflanzengarten
Der Giftpflanzengarten (Lage) ist ein Lehrgarten mit Schautafeln zu sehr giftigen Pflanzen. Es wird empfohlen, Kinder nicht unbeaufsichtigt zu lassen. Der Garten enthält auch einige extrem toxische Spezies, deren Verzehr zu rascher Atemlähmung führen kann. In einem Pavillon können die Blüten, Blätter und Früchte der Giftpflanzen anhand von Zeichnungen betrachtet werden.

### Baumlehrpfad
Auf einer bis 2007 vom Abfallwirtschaftsbetrieb München genutzten angrenzenden Fläche wurde 2010 ein weiterer Schaugarten errichtet. Die parkartig gestaltete Fläche enthält einen Baumlehrpfad (Lage) mit teilweise exotischen Baumarten. Das Gelände ist über eine neu errichtete Brücke über das dort renaturierte und wieder zugängliche Freibadbächl mit dem Rosengarten und den anderen Themengärten verbunden.

### Öko-Projekt

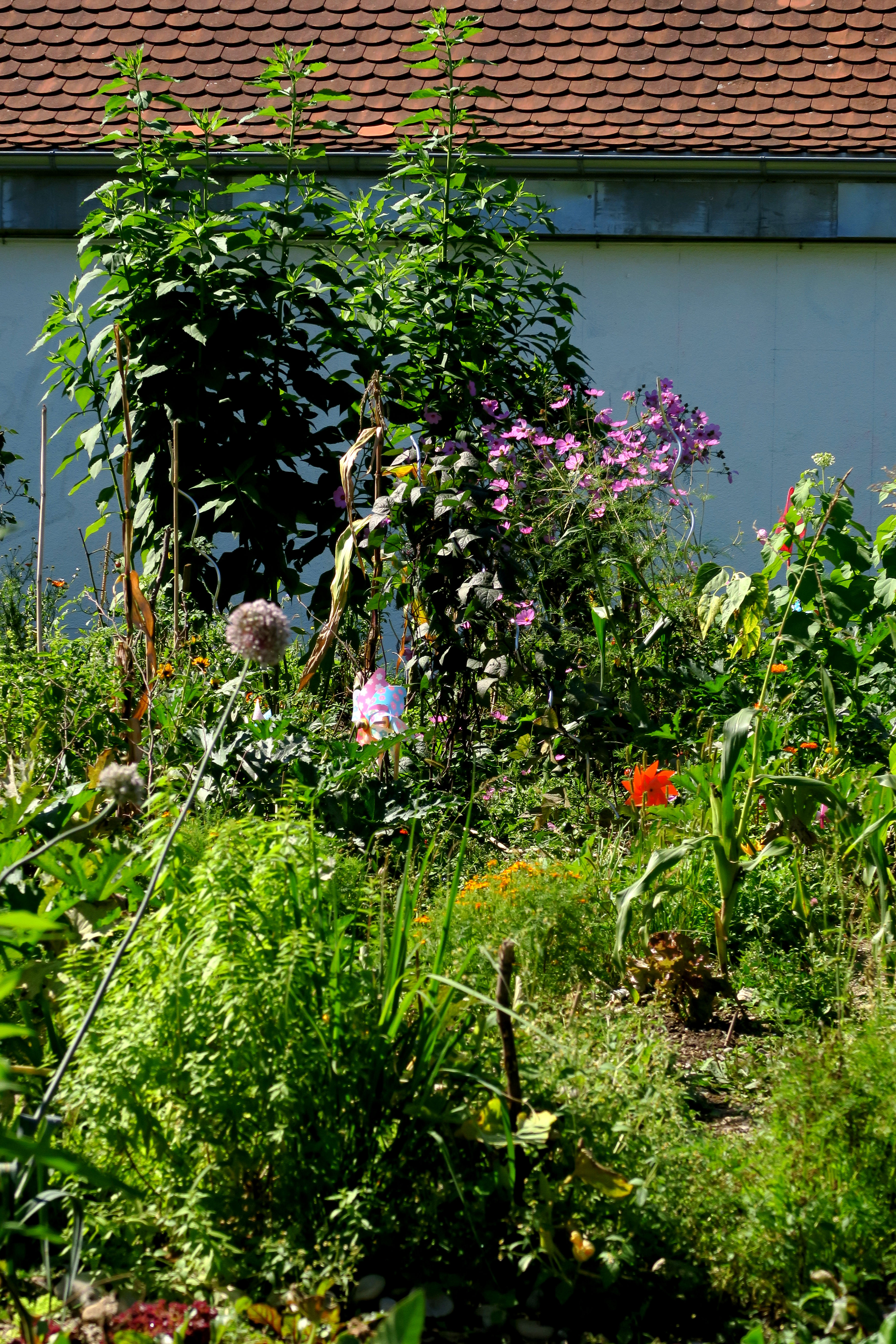
Projekt „Essbare Stadt“

Ein Teil dieses Erweiterungsgeländes (Lage), das auf der Rückseite der Betriebsgebäude der Baumschule liegt, wird von der Münchner Umweltorganisation Green City e. V. für ihr Projekt „Essbare Stadt“ genutzt. Dabei stellt die Stadt München interessierten Bürgern je ein Beet von 2 m² für den Anbau einjähriger Nutz- und Zierpflanzen zur Verfügung, um dieses für den Eigenbedarf zu bewirtschaften. Der Anbau von Blumen, Salat, Gemüse und Kräutern erfolgt dabei biologisch ohne Einsatz von Kunstdüngern und Pestiziden. 2019 wurden 150 solcher Mischkulturbeete angelegt.